# L'Appel du Nord (film, 1914)
Pour les articles homonymes, voir L'Appel du Nord.
Pour plus de détails, voir Fiche technique et Distribution.
L'Appel du Nord (titre original : The Call of the North) est un film américain réalisé par Oscar Apfel et Cecil B. DeMille, sorti en 1914.
Ce film dramatique d'aventures, adapté du roman de Stewart Edward White — qui apparaît en personne au générique — a pour principaux interprètes Robert Edeson et Theodore Roberts.

## Synopsis
Dans le grand Nord avant 1870, les représentants de la Compagnie de la Baie d'Hudson avaient tout pouvoir sur les trappeurs. Ils pouvaient les expulser sans arme et sans vivre, ce qu'on appelait le "sentier de la mort". L'un d'eux, Galen Albert (Theodore Roberts), vient de se marier. Un prétendant éconduit de sa femme, Rand (Horace B. Carpenter), décide de se venger : il suscite sa jalousie avec une pochette que la jeune femme destinait à son père, et qu'il dépose chez Graehme Stewart (Robert Edeson), un trappeur père d'un petit garçon. Galen Albert condamne Stewart au sentier de la mort en plein hiver.
Vingt ans plus tard, son fils (également joué par Robert Edeson) est un trappeur indépendant. Apprenant par hasard les circonstances de la mort de son père, il jure de se venger. Mais il est capturé et conduit au poste de la compagnie. Il y trouve cependant deux alliés : Picard, un trappeur auquel il a sauvé la vie, et Virginia, la fille de Galen (Winifred Kingston). L'enchaînement des circonstances permettra in extremis l'éclatement de la vérité.

## Fiche technique
- Titre original : The Call of the North
- Titre français : L'Appel du Nord
- Réalisation : Oscar Apfel et Cecil B. DeMille
- Producteur : Cecil B. DeMille
- Production : Jesse L. Lasky Feature Play Company
- Distribution : Paramount Pictures Corporation
- Scénario : George Broadhurst (en) (D'après le roman de Stewart Edward White)
- Photographie : Alvin Wyckoff
- Montage : Mamie Wagner
- Pays de production :  États-Unis
- Format : Noir et blanc - silencieux - 1,33:1
- Genre : Film dramatique
- Durée : 80 minutes
- Date de sortie :
- États-Unis : 10 août 1914

## Distribution
- Robert Edeson : Graehme Stewart et Ned Stewart, son fils
- Theodore Roberts : Galen Albert, représentant de la compagnie
- Winifred Kingston : Virginia, fille de Galen
- Horace B. Carpenter : Rand
- Florence Dagmar : Elodie, femme de Galen
- Milton Brown : Me-en-gan (indien)
- Vera McGarry : Julie, amie de Picard
- Jode Mullally : Picard, un trappeur
- Sydney Deane : McTavish, autre représentant de la compagnie
- Fred Montague : Jack Wilson